# Eleições legislativas na Áustria em 1986
As eleições legislativas austríacas de 1986 foram realizadas a 23 de Novembro. 
Estas eleições foram antecipadas, devido ao fim da coligação entre o Partido Socialista da Áustria e o Partido da Liberdade da Áustria. Esta coligação chegou ao fim devido, à eleição de Jörg Haider, considerado um nacionalista de direita radical, como líder do Partido da Liberdade da Áustria, e, assim tornou-se impossível para os socialistas continuarem coligados com o FPÖ.
Os resultados deram a sexta vitória consecutiva ao Partido Socialista da Áustria. Apesar disto, os dois principais partidos austríacos, Partido Socialista da Áustria e Partido Popular Austríaco, foram os dois grandes derrotados, ao perderem, conjuntamente, cerca de, 6% dos votos e 14 deputados.
Quem beneficiou, da queda dos dois grandes partidos, foram os partidos mais pequenos, em particular, o Partido da Liberdade da Áustria, que, conquistou, cerca de, 10% dos votos, e, a Os Verdes - Alternativa Verde que, conquistou, cerca de, 5% dos votos e, pela primeira vez, entrou no Parlamento Austríaco.
Após as eleições, o Partido Socialista da Áustria e o Partido Popular Austríaco, decidiram fazer um governo de coligação, algo que não acontecia desde 1962, e liderado Franz Vranitzky .

## Resultados Oficiais
| Partidos                    | Partidos                      | Votos     | %               | +/-   | Deputados | +/-   |
| --------------------------- | ----------------------------- | --------- | --------------- | ----- | --------- | ----- |
|                             | Partido Socialista            | 2 092 024 | 43,11 / 100,00  | 4,54  | 80 / 183  | 10    |
|                             | Partido Popular               | 2 003 663 | 41,29 / 100,00  | 1,93  | 77 / 183  | 4     |
|                             | Partido da Liberdade          | 472 205   | 9,73 / 100,00   | 4,75  | 18 / 183  | 6     |
|                             | Os Verdes - Alternativa Verde | 234 028   | 4,82 / 100,00   | 1,53  | 8 / 183   | 8     |
| Barreira Eleitoral de 4,00% |                               |           |                 |       |           |       |
|                             | Outros (com menos de 1,00%)   | 50 268    | 1,03 / 100,00   |       | 0 / 183   |       |
| Votos inválidos             | Votos inválidos               | 88 110    | 1,78 / 100,00   | 0,38  |           |       |
| Total                       | Total                         | 4 940 298 | 100,00 / 100,00 |       | 183 / 183 |       |
| Eleitorado/Participação     | Eleitorado/Participação       | 5 461 414 | 90,46 / 100,00  | 2,13  |           |       |
| Fonte                       | Fonte                         | [ 2 ]     | [ 2 ]           | [ 2 ] | [ 2 ]     | [ 2 ] |